# باول باين
باول باين (بالإنجليزية: Paul Payne)‏ هو لاعب كرة قدم أسترالية أسترالي، ولد في 6 مارس 1965.

## وصلات خارجية
- باول باين على موقع AustralianFootball.com (الإنجليزية)
- باول باين على موقع AFLtables.com (الإنجليزية)